# Wolfgang Rausch
Wolfgang Rausch (Aquisgrana, 30 aprile 1947 – Hürth, 10 maggio 2025) è stato un calciatore e allenatore di calcio tedesco, di ruolo centrocampista.

## Carriera
Rausch iniziò la carriera nel Colonia, club della massima divisione tedesca. Vi militò tre stagioni, ottenendo come miglior piazzamento il quarto posto nella stagione 1967-1968, e con cui vinse la DFB-Pokal 1967-1968, oltre che partecipare a due edizioni della Coppa delle Fiere.
Nella stagione 1968-1969 scese di categoria per giocare nel Rot-Weiss Essen, con cui ottenne la promozione nella massima serie dopo aver vinto con il suo club i play-off.
Con il club di Essen giocò due stagioni in massima serie, incappando però nella retrocessione al termine della Fußball-Bundesliga 1970-1971. Dopo due stagioni in cadetteria ottenne la promozione in massima serie dopo la vittoria dei play-off nella Regionalliga 1972-1973. Nella stagione 1973-1974 ottenne con il suo club il tredicesimo posto in campionato.
Nel 1974 passò ai Kickers Offenbach, con cui retrocesse in cadetteria al termine della Fußball-Bundesliga 1975-1976.
Nel 1977 tornò a giocare nella massima serie con il Bayern Monaco, con cui nella Fußball-Bundesliga 1978-1979 ottenne il quarto posto in campionato.
Nel 1979 si trasferì negli Stati Uniti d'America per giocare con i texani del Dallas Tornado, franchigia della North American Soccer League. Pensando inizialmente di giocare in estate in America e nel periodo invernale in Germania, dovette rinunciare a tale prospettiva a causa del cambiamento delle norme sui trasferimenti nel paese natio.
Rausch militò con i texani dal 1979 al 1981, ottenendo come miglior piazzamento il raggiungimento dei quarti di finale nella stagione 1980, persi contro i futuri campioni del N.Y. Cosmos.
Nel 1982 fu all'Oklahoma City Slickers, squadra dell'American Soccer League, di cui fu anche vice-allenatore di Brian Harvey. Con gli Slickers raggiunse la finale del torneo 1982, persa contro i Detroit Express.
Nella stagione 1983 divenne allenatore-giocatore dei Dallas Americans, che in seguito condusse per tutta la loro esistenza, vincendo la Western Division, perdendo però in semifinale contro i Pennsylvania Stoners.
La ASL fallì alla fine della stagione e gli Americans si iscrissero alla neonata United Soccer League.
Nella USL Rausch con gli Americans ottenne il 3º posto nella Western Division, venendo poi eliminato nel Wild Card Round dagli Houston Dynamos.
Nella stagione seguente gli Americans di Rausch giunsero al secondo posto del campionato, alle spalle dei floridiani del South Florida Sun.
Durante il suo soggiorno statunitense si dedicò anche all'indoor soccer, giocandovi dal 1979 al 1982.
Dal dicembre 1994 al giugno seguente fu allenatore dei VfB Wissen, che guidò nel campionato di Fußball-Regionalliga 1994-1995, corrispondente al terzo livello della piramide calcistica tedesca, chiuso al diciottesimo e ultimo posto del girone West/Südwest.

## Palmarès
- Coppa di Germania: 1

Colonia: 1967-1968